# Joe Swanson
Joseph "Joe" Swanson es un personaje ficticio de la serie animada Padre de familia. Es un policía parapléjico del departamento de policía de Quahog, muestra ciertas características del típico hombretón machista y ha tenido numerosos problemas de autocontrol debido a su temperamento. Está casado con Bonnie Swanson, una mujer que tras llevar más de ocho años embarazada ha dado a luz a su hija.

## Características
Joe se caracteriza por ser demasiado celoso, su alto nivel de testosterona, su fuerte temperamento y por tomárselo todo al pie de la letra. Es un devoto marido y padre y siempre se siente orgulloso de su trabajo. Es amigo de Peter Griffin, Cleveland y Quagmire con los que siempre va al bar juntos. Su entusiasmo en muchas ocasiones lleva demasiado lejos del perfeccionismo, pero a pesar de sus limitaciones es capaz de hacer su trabajo. Tiene una relación dominante con su hijo Kevin.
Su intrepidez queda muy bien revelada en algunos episodios como (DaBoom) cuando tras una explosión nuclear Joe queda totalmente adherido a tierra, aun así Joe se ve capacitado para luchar y defenderse de una gigantesca rata mutante. También es conocido por sus gritos de "Adelante" (Let's do it), "A por ellos" (Get some) y "Vamos allá!" (Bring it on) con gran entusiasmo, también es adicto a las películas de Steven Seagal hasta tal punto que tuvo que comprarse unos cascos para ver la tele sin despertar a Bonnie: aun así siempre la tira de la cama del susto por sus gritos de ánimo (E. Peterbus Unum).
Pese a su bravura, Joe se ha mostrado inseguro en algunas ocasiones y ha tenido momentos de baja autoestima. Una vez le reveló a Peter como una vez le dio una palmada en la espalda a Kevin cuando su hijo le ganó hasta que todo se volvió borroso y se fue con una familia de acogida (And The Wienner Is...), en el episodio (Ready, Willing, and Disabled), Joe empieza a dudar de su resistencia física y entra en profunda depresión cuando se le escapa un ladrón, Peter lo anima y lo inscribe en una especie de paraolimpiadas en la especialidad de decatlón. Joe gana gracias a que Peter le puso esteroides en el agua. Joe a raíz de su éxito se vuelve una celebridad y empieza a subírsele el éxito a la cabeza hasta que Peter tiene que ir a bajarle los humos cuando Joe se olvidó de su amigo, Joe vuelve a caer en la depresión de nuevo, cuando Peter al día siguiente va a animarlo (obligado por Lois) Joe se reencuentra con el ladrón y esta vez si lo consigue atrapar al saltarle encima, el ladrón fallece al partirle Joe la columna recuperando su autoestima. Joe también se puede considerar que ve fantasmas en las esquinas cuando visita un sex shop que ha heredado Quagmire (Peterotica) al ver unas muñecas hinchables y gritarles "QUÉ!!!?, ES QUE NUNCA HABÉIS VISTO A UN MINUSVÁLIDO!!!?".
También ha mostrado tener sentimientos racistas a los puertorriqueños. En (No Meals on Wheels), cuando Peter pide ayuda para mantener el restaurante que el y Lois han abierto, Joe se ofrece a llevar a sus amigos a comer allí, ya que el sitio al que iban a comer siempre se estaba llenando de puertorriqueños. También encuentra insufrible a Debra Messing (Whistle While Your Wife Works)
A pesar de ser oficial de policía también ha tenido problemas legales y fue enviado a prisión junto a sus amigos acusados de incendiar un bar (One If by Clam, Two If by Sea) y de nuevo esta vez por secuestrar un avión para ayudar a Quagmire a recuperar su empleo (Airport '07) donde estuvieron a punto de ocasionar una catástrofe junto a Cleveland y Peter.
Aunque es un notable policía, Joe también ha mostrado tendencia al abuso de autoridad. En (Barely Legal) mientras investigan la desaparición de Meg y Brian (en este episodio Meg secuestró a Brian), Joe espía a su mujer desde la casa de Peter mientras se desnuda (imaginando que es una extraña desconocida desnudándose en su propia casa). En (It Takes a Village Idiot, and I Married One), Joe en una rueda de reconocimiento le pregunta a una mujer que fue víctima de una violación si va a votar por Lois a la alcaldía, cuando Joe le dice que puede convencer al juez de que la mujer estaba borracha, la mujer le contesta que no puede hacer eso.

## Discapacidad
Cuando Joe, aún estaba en el departamento de policía de Providence, fue a investigar una serie de robos en los orfanatos en Navidad, en un orfanato tras pillar in fraganti al ladrón que resultó ser el Grinch: se inicia una pelea en el tejado del edificio y Joe consigue recuperar los regalos robados pero al levantarlo se le cae del saco un patín y el grinch, aprovechando la oportunidad, se lo lanzó haciendo que cayese del tejado nevado, rompiéndose la médula espinal y sufriendo una paraplejía (A Hero Sits Next Door). En el episodio (A Very Special Family Guy Freakin' Christmas) se revela que es el día que más odia debido a su accidente.
A raíz de su discapacidad, Joe ha desarrollado una fuerza imponente de cintura para arriba, siendo su silla de ruedas parte de las piernas que no puede usar. Aun así, su hándicap no le impide disfrutar de aficiones como hacer esquí acuático, ser coreógrafo en musicales, conducir o, incluso, subir la cuesta de una calle empinada.
Fue dado por muerto en (Perfect Castaway) cuando naufragó junto a Peter, Cleveland y Quagmire a causa de una ola gigantesca y durante varios meses tuvo que vivir en una isla desierta junto a sus amigos. Durante el tiempo que estuvieron a la deriva, Peter cuando estuvo hambriento se comió sus piernas alegando que no las necesita. Después de ser rescatados por un crucero vuelven a casa todos y Joe consigue un par nuevo de piernas trasplantadas de un reo condenado a muerte en la silla eléctrica, lamentablemente el ejecutado también era parapléjico por lo que seguirá en silla de ruedas.
Aunque haya aprendido a vivir postrado en una silla de ruedas, Joe siempre se lamenta de estar muerto de cintura para abajo (totalmente) por lo que se llegó a enfadar con sus amigos por haberlo llevado a un local de estriptis para celebrar una despedida de soltero donde se casaba Quagmire (I Take Thee Quagmire) cuando una estríper empezó a bailarle encima (Joe obviamente no puede tener una erección debido a su discapacidad).
En (Long John Peter), cuando Chris se ha echado novia y va al bar a preguntar a su padre y a sus amigos sobre sexo, Joe intenta aconsejar a Chris sobre el tema pero acaba recibiendo un desplante de él, esperando la respuesta de alguien "que no esté roto de cintura para abajo". Después de que Joe intente convencer a Chris que los parapléjicos también pueden tener relaciones sexuales con normalidad (descartando el punto anterior), Chris le contesta "Eres un p... monstruo en silla de ruedas" haciendo llorar a Joe, instantes después, Peter graba los sollozos de su amigo por móvil y se lo pone de tono de llamada.
En (Stewie Griffin: The Untold Story) 30 años después, Joe puede presumir de ser uno de los pocos de la residencia de ancianos que no usan silla de ruedas. Finalmente, Joe consigue tener piernas nuevas después de la muerte de Bonnie al implantársele las de ella.
En algunos episodios, Joe ha demostrado tener una ligera recuperación: en (And the Wiener Is...) milagrosamente puede mantenerse de pie cuando, bajando una cuesta en la nieve, se cae de la silla de la misma manera en que tuvo su accidente y recuperando su movilidad. Lamentablemente, su hijo Kevin iba detrás y le hace caer de nuevo, con lo que vuelve a su paraplejia.
La ignorancia de Peter sobre su discapacidad hizo que malinterpretara su condición física al confundir la paraplejia con una enfermedad mental (Petarded) aunque Joe le responde que es un discapacitado físico a lo que Peter responde: "A fin de cuentas es lo mismo". Debido a su discapacidad, Joe no puede nadar, en (The Cleveland-Loretta Quagmire) en el barco de pesca de Peter Joe cae por la borda al agua y está a punto de ahogarse, Peter le aconseja que mueva las piernas para mantenerse a flote cuando Lois le dice que no puede por su paraplejia aunque él dice que aun así es capaz de oír y sigue diciéndole que mueva las piernas, en (Chick Cancer) cuando Peter decide crear la mayor película femenina que se haya hecho jamás, Peter le da a Joe el papel de un personaje que según el, puede andar, debido a que no puede caminar, Peter usa una cizaña eléctrica. Más tarde cuando Peter presenta su creación a sus amigos muestra a Joe con la silla de ruedas y en primer fondo un par de piernas animadas para hacer creer que si está andando, en (Love Thy Trophy) cuando les roban el trofeo de la cosecha recién ganado a los vecinos de la calle Spooner y todos se acusan entre todos, Peter dice que la noche anterior le robó la escalera a Joe porque no la puede usar. La discapacidad de Joe también es conocida por los chistes que se hacen acerca de su parálisis por ejemplo en (The Tan Aquatic with Steve Zissou) mientras los demás están jugando al golf y Peter le pregunta a Joe "What's your handicap" (en España dice "Cuando vas a patear?") obviamente, Joe no entiende el sarcasmo y se cabrea, en otra ocasión (It Takes a Village Idiot, and I Married One), Peter pide a sus amigos ayuda para la campaña de Lois por la alcaldía quejándose de estar sentados sin hacer nada como una panda de policías parapléjicos, en un principio Joe se ofende hasta que Peter se justifica diciendo que es una expresión.
Sus problemas de discapacidad llegan a su fin cuando en (Believe It or Not, Joe's Walking on Air), Joe se somete a un trasplante de piernas en fase de experimentación, al recuperar movilidad en sus piernas, Joe decide hacer lo que jamás pudo y siempre quiso por estar postrado en una silla y empieza a hacer planes para vivir la vida al máximo hasta tal punto que se apunta a alpinismo junto a sus amigos, Peter, Cleveland y Quagmire a los que casi les cuesta la vida en una ocasión cuando uno estuvo a punto de caerse, al no seguir el ritmo de Joe, este se busca nuevos amigos más atléticos y abandonando a Bonnie por estar con ellos, su mujer se lamenta de lo mucho que ha cambiado y empieza a desear que vuelva a ser el de antes. Peter, Quagmire y Cleveland deciden devolver a Joe a su condición anterior esperando a que de resultado y deje de portarse mal con su mujer y amigos, los tres van armados pero en el momento de enfrentarse a Joe, este se defiende dándoles a los tres una paliza hasta que Bonnie coge una pistola y le dispara a sus rodillas, Joe evidentemente volverá a quedar inválido y disculparse por su mal comportamiento.
En muchos episodios se ha revelado que padece incontinencia fecal y usa pañal para adultos, en (Brian the Bachelor) cuando Chris deja una bolsa llena de heces y le prende fuego en la puerta de la casa de Joe, Joe usa las manos para apagar la bolsa con los pies manchándose los zapatos y la pernera del pantalón con los excrementos, cuando se da cuenta de lo que lleva, él grita "Caca!!", Bonnie le responde que en cuanto acabe de fregar enseguida lo cambia, en (Back to the Woods) cuando James Woods le roba la identidad a Peter y lo tira de su propia casa para lamento de Lois, Joe lo tira a la fuerza, cuando le pide que se quite los pantalones se sorprende que Peter no lleve pañal por lo que se cabrea cuando descubre que no todos llevan pañales como le dijo su mujer. Más tarde se revela la terrible verdad de su discapacidad en el episodio Joe's Revenge.

## Agresividad
En algunos episodios Joe ha mostrado tener un comportamiento violento. Cuando alguien lo cabrea o lo molesta, siempre grita a pleno pulmón en relación de lo tenso que se encuentre acompañado, y eso a menudo viene acompañado por desahogos muy agresivos: por ejemplo, en (The Fat Guy Strangler) cuando va con Peter y los demás a un bufé libre a comer carne, todos comen varios filetes de ternera salvo Joe que solo se come medio. Visto que no puede más sus amigos le presionan para comerse la carne, después de soltarle comentarios poniendo en duda su hombría (Joe dice "Estoy lleno" y Peter le responde "Lleno de que? De estrógeno?"), enseguida descarga su revólver contra la mesa hasta hacer desaparecer el filete asustando a sus amigos mientras les grita "DONDE ESTA EL FILETE AHORA, EH!!!?" cuando Brian lo tranquiliza se le bajan los humos diciéndole que nadie lo está juzgando y le mete la pistola en su bolso añadiendo después "entre los tampones".
En (Sibling Rivalry) fue cuando Lois le pide a Peter hacerse una vasectomía, Joe le dice que una vasectomia es un procedimiento rutinario que se han hecho los del cuerpo, cuando Cleveland le pregunta sobre si se lo haría, Joe le grita "JAMÁS" mientras le golpea a Cleveland la cabeza contra la mesa.
Cuando Peter perdió su licencia de conducir causando diversos daños (y una violación porque en el accidente a una mujer se le rompió el himen mientras se desplegó el air-bag), Joe al no poder levantarse de la silla, Peter sostiene el carnet alto para que no alcance, al final le arrea con la porra en el estómago mientras le dice "Me estás empezando a cabrear". Finalmente consigue el carnet.
Un día señalado que realmente le saca de quicio es la Navidad (A Very Special Family Guy Freakin' Christmas), mientras para unos es motivo de alegría para Joe es un año más que pasa en silla de ruedas y sin poder caminar, cuando Peter y Lois son invitados a casa de los Swanson y estos les llevan una casita y muñecos hechos con jengibre, Joe no tarda enseguida por enfurecerse y perder los estribos mientras muerde compulsivamente los muñecos por la parte inferior y los rompe después, Bonnie tiene que recordarle que le prometió no alterarse, ese día Joe quedó inválido, en el mismo episodio, Lois obliga a Peter a llevarse a Joe con sus amigos de fiesta para animarlo, Cuando le pasan una cerveza a Peter, Joe le dice que se necesita alguien sobrio para conducir y que el mismo ya ha bebido cuatro ponches, Peter pasa del tema y Joe le quita la cerveza cuando le da un golpe con la porra en el estómago diciéndole "Primero policía y después colega, no creas que no puedo detenerte por conducir borracho" más tarde Joe se anima y termina totalmente ebrio mientras que Peter por el contrario se queda sobrio para lamento suyo.
Joe también es conocido por su falta de sentido del humor y el sarcasmo, sobre todo cuando hay alguna discusión en la que el siempre busca la razón, cuando después de aterrizar el avión secuestrado (Airport '07) y están viendo el final de Las últimas vacaciones y ven a Queen Latifah cayéndose con los skies Peter sarcásticamente dice, "No puede ser" y Joe le responde "Oh, si, si puede ser" cuando este aun sigue sin creérselo Joe irritado le dice que la acaba de ver y que todo el mundo ha visto a la actriz dándose de bruces contra la nieve, otro ejemplo es en el club de golf cuando le dice Peter cuando va a patear, Joe le contesta, "¡¡¡¡En todos los hoyos, no hay hoyo en el que no cuente el chiste!!!!".
- Datos: Q1084088